# 奧爾島 (瑪麗伯德地)
奧爾島（英語：Orr Island）是南極洲的島嶼，位於瑪麗伯德地，處於格賴恩德島西南面6公里，屬於馬歇爾群島的一部分，長7公里，美國地質調查局根據測量和美國海軍拍攝的空中照片繪入地圖，現時由南極條約體系管理。